# Pseudogastromyzon meihuashanensis
Pseudogastromyzon meihuashanensis är en fiskart som beskrevs av Li, 1998. Pseudogastromyzon meihuashanensis ingår i släktet Pseudogastromyzon och familjen grönlingsfiskar. Inga underarter finns listade i Catalogue of Life.